# 平安地镇
平安地镇，是中华人民共和国辽宁省阜新市阜新蒙古族自治县下辖的一个乡镇级行政单位。

## 行政区划
平安地镇下辖以下地区：
平安地村、莫古土村、白音他拉村、八楼子村、石场村、阿汉土村、少冷村、押京村、干沟子村、乌可湾子村、土城子村、黑石营子村和八家子村。